# 다와구

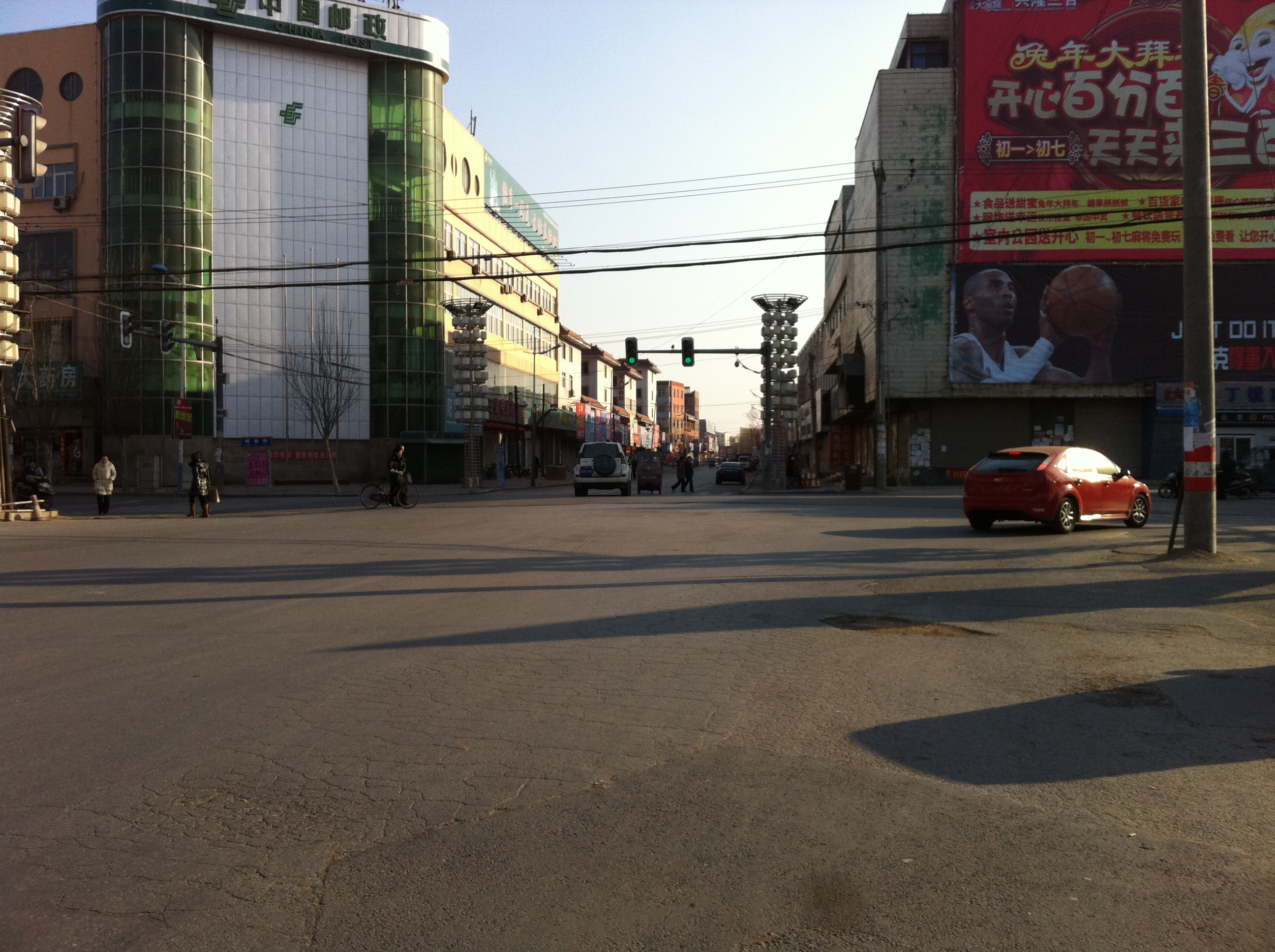

다와구(한국어: 대와구, 중국어: 大洼区, 병음: Dàwā Qū)는 중화인민공화국 랴오닝성 판진 시의 시할구이다. 넓이는 1683km2이고, 인구는 2007년 기준으로 390,000명이다.

## 행정 구역
10개 진, 4개 향, 1개 민족향을 관할한다.
- 진: 大洼镇, 田庄台镇, 二界沟镇, 田家镇, 新开镇, 东风镇, 西安镇, 清水镇, 新立镇, 新兴镇.
- 향: 赵圈河乡, 王家乡, 唐家乡, 平安乡.
- 민족향: 荣兴民族乡.